# Radio Arthur
Radio Arthur est une émission radiophonique française diffusée du 5 septembre 2005 au 24 février 2006 par la station Europe 2 et présentée par l'animateur Arthur, accompagné de Manu Levy, Jaz (alias Sandrine Vendel), Jonathan Lambert et la voix off d'Eric Lange.
L'émission, diffusée du lundi au vendredi de 16h à 18h, a été arrêtée en cours de saison, en février 2006, en raison de l'emploi du temps surchargé d'Arthur, notamment en raison de l'enregistrement de l'émission À prendre ou à laisser (Les Boîtes) qu'il animait sur TF1 (« je n'étais pas bon à la radio car j'étais KO » avait indiqué l'animateur). Arthur avait d'abord indiqué qu'il suspendait son émission durant « un trimestre, le temps de reprendre du poil de la bête », précisant que cette décision n'avait aucun lien avec son spectacle, dont les représentations n'avaient lieu que le week-end. Il avait par ailleurs démenti formellement les rumeurs selon lesquelles cette décision serait consécutive à un différend avec la direction d'Europe 2. Finalement, Arthur, qui faisait la plus grosse PDA de la station (4.1), ne reviendra pas à l'antenne.